# Рязановка (Зміїногорський район)
Ряза́новка (рос. Рязановка) — селище у складі Зміїногорського району Алтайського краю, Росія. Входить до складу Барановської сільської ради.

## Населення
Населення — 10 осіб (2010; 16 у 2002).
Національний склад (станом на 2002 рік):
- росіяни — 100 %